# Karise Eden
Karise Eden (Gosford, 11 luglio 1992) è una cantante australiana, vincitrice della prima edizione di The Voice Australia.

## Biografia
Suonatrice di banjo, chitarra e contrabbasso, Karise Eden annovera Janis Joplin, Axl Rose, Bon Jovi e Amy Winehouse fra i suoi cantanti preferiti. È salita alla ribalta nella primavera del 2012, quando ha partecipato alle audizioni della prima edizione della versione australiana di The Voice, che ha finito per vincere per volere del pubblico nella finale del 18 giugno. Il premio è consistito in AU$100.000, una Ford Focus, e un contratto discografico con la Universal Music Australia.
Il singolo di debutto della cantante, You Won't Let Me, è uscito il giorno dopo la finale. Ha raggiunto la 5ª posizione della classifica australiana ed è stato certificato disco d'oro dall'Australian Recording Industry Association per aver venduto più di 35.000 copie a livello nazionale. Delle altre sette canzoni che ha presentato a The Voice, tutte pubblicate digitalmente, cinque sono disco d'oro e una disco di platino. Questi otto pezzi, più altre cinque cover, sono inclusi nell'album di debutto della cantante, My Journey, uscito il 26 giugno 2012. Ha raggiunto la 1ª posizione in classifica in Australia e la 3ª in Nuova Zelanda; nei due paesi è certificato rispettivamente doppio disco di platino (140.000 vendite) e disco d'oro (7.500 copie vendute).
Casey Donovan ha presentato il suo nuovo inedito Threads of Silence durante la seconda edizione di The Voice nel 2013, ma è stato scartato dalla lista tracce del suo secondo album Things I've Done, uscito nel 2014. Il disco ha debuttato 5º in classifica in Australia. Il suo terzo album, Born to Fight, è uscito nell'autunno del 2018 e ha raggiunto la 37ª posizione in classifica.

## Discografia

### Album
- 2012 - My Journey
- 2014 - Things I've Done
- 2018 - Born to Fight

### Singoli
- 2012 - You Won't Let Me
- 2013 - Threads of Silence
- 2014 - Dynamite
- 2015 - Loneliness
- 2015 - Will You Still Love Me Tomorrow
- 2018 - Temporary Lovers
- 2018 - Gimme Your Love
- 2018 - Stop Fucking with My Head
- 2018 - Hopeless
- 2018 - Powerless
- 2018 - Born to Fight